# Francisco Cerezo Moreno

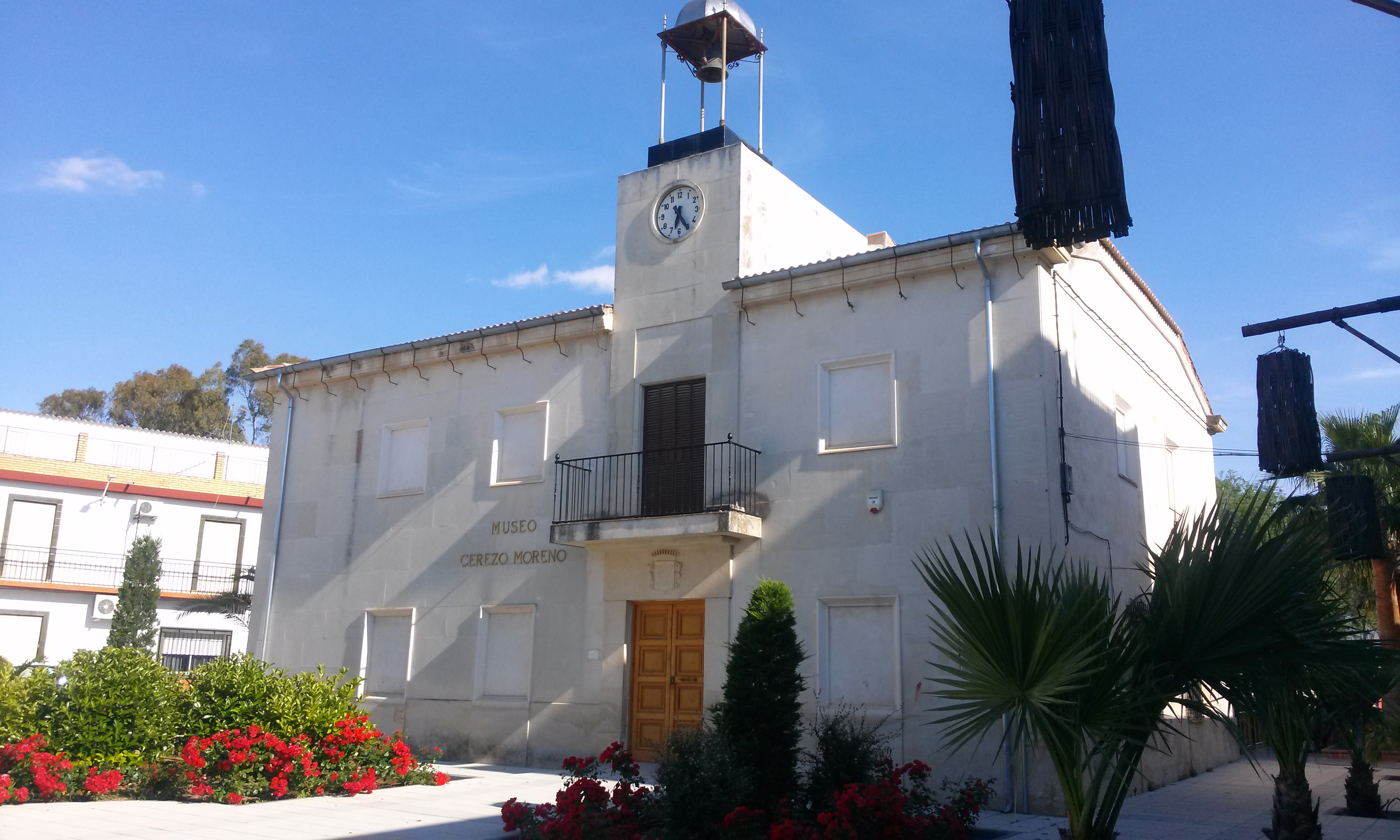
Fachada del Museo Cerezo Moreno, en Villargordo.

Francisco Cerezo Moreno (Villargordo, 19 de enero de 1919 - Jaén, 10 de octubre de 2006) fue un pintor y restaurador español de temática principalmente costumbrista que destacó especialmente por sus retratos, paisajes serranos, bodegones, escenas cotidianas rurales y figuras femeninas. También se ha enmarcado su obra dentro del impresionismo clásico. Dibujó gran cantidad de monumentos, castillos y atalayas de la provincia de Jaén. Asimismo realizó restauraciones a templos y monumentos repartidos por toda la geografía española.

## Biografía
Se inició en 1933 en la Escuela de Artes y Oficios de Jaén, donde aprendió a dibujar. Debido a la Guerra Civil, tuvo que suspender sus estudios, para retomarlos posteriormente. Con 14 años lleva a cabo su primera exposición, realizada con el pintor Manuel Cuesta Serrano en la sala de la Real Sociedad Económica de Amigos del País, en Jaén. En 1947 obtiene una beca de la Diputación de Jaén para ampliar sus estudios en Madrid, recibiendo enseñanzas en la Academia Libre. En 1958 ingresó en la Escuela de Superior de Bellas Artes de Santa Isabel de Hungría, de Sevilla. Se asentó en Jaén, donde fue consejero del Instituto de Estudios Giennenses y miembro de los Amigos de San Antón, formando parte del «Grupo Jaén» de pintores. En 1963 acude a estudiar al Instituto Central de Restauración de Madrid. Pasó largas temporadas en el pueblo de Segura de la Sierra, donde pintaba en su casa-estudio. En el Diario Jaén publica ocasionalmente dibujos sobre la ciudad de Jaén. Ejerció como restaurador, colaborando con diversos museos, e intervino en gran parte de las obras barrocas de Jaén. Sin embargo, sus restauraciones han sido puestas en duda. Fue distinguido en numerosas ocasiones y llegó a realizar exposiciones en Nueva York (1968) y muchos otros lugares.

## Distinciones y homenajes[3]
- Hijo Predilecto de Villargordo.
- Jiennense del Año 1997 (otorgado por el Diario Jaén).
- Olivo de Oro de los Poetas Jienenses.
- En Villargordo, su localidad natal, se inauguró en 1998[2] un museo con su nombre, donde se muestran sus obras más representativas.
- Medalla de Plata, Premio Granada, en la exposición nacional organizada en Arjona por el Grupo Los Nazaritas (1957).[2]
- Primer Premio de la Exposición Nacional del Ayuntamiento de Jaén (1958) por su cuadro El fumador.[2]
- Medalla de Oro por su Cuadro «Aceituneros» en la Primera Exposición de Andalucía (1961).
- Reconocimiento de la Delegación de Cultura a su trabajo y a su contribución al arte, el 18 de mayo de 2002.[4]
- Concurso de Pintura organizado por el ayuntamiento de Villatorres, que lleva su nombre: Cerezo Moreno.[2]
- Su nombre fue asignado en su memoria a una calle de la ciudad de Jaén.[5]

El historiador local Miguel Ángel Navarro afirmaba: 

«Su obra es un canto a Jaén y a sus costumbres, está llena de Jaén y su provincia, ha pintado todos los rincones. A través de sus paisajes se puede comprender mejor a la gente, sus costumbres, la forma de pensar, por eso se dice que su obra es humana».

## Publicaciones[3]
- Mis cuadernos de dibujo (1981)
- Castillos y atalayas del Reino de Jaén (1989), junto con Juan Eslava Galán
- Jaén, emblema del Renacimiento (1996)[6]